# Pietro Giustiniani

Stemma Giustinian

Rerum venetarum ab urbe condita historia, 1670

Pietro Giustiniani o Piero Giustinian (Venezia, 1490 – 1576) è stato un politico e storico italiano della Repubblica di Venezia.

## Biografia
Entrò nel Maggior Consiglio nel 1515. Ricoprì varie cariche politiche fino a quella di senatore. Scrisse una Rerum venetarum ab urbe condita historia nel 1560 e ampliò l'opera di tre libri nel 1576.

## Opere
- Le Historie Venetiane Del Clarissimo S. Pietro Givstiniano, Nobile Venetiano: elle quali si contenono tute le cose notabili, occorse dal principio della fondatione della Città, sino all'anno MDLXXV : Pur'hora in lingua volgare tradotte ; Con li Sommari, & la Tauola delle cose degne di memoria, Avanzo, 1576,  p. 359, OCLC 165872465 (archiviato il 12 gennaio 2020). Ospitato su archive.is.
- Rerum venetarum ab urbe condita historia, Venezia, Gio. Battista Brigna, 1670.